# Josh Taylor (attore)
Josh Taylor (Princeton, 25 settembre 1943) è un attore statunitense.
È noto per aver interpretato Chris Kositchek e Roman Brady in Il tempo della nostra vita e Jack McKay in Beverly Hills 90210.

## Biografia
Nato a Princeton (Illinois), Taylor è il figlio di George Gail Taylor e Ragnhild "Rena" Christensen Taylor.

### Carriera
Il suo primo ruolo da attore è stato in un episodio di Barnaby Jones nel 1976. In seguito è stato guest star in serie tv come L'uomo da sei milioni di dollari e Nel tunnel dei misteri con Nancy Drew e gli Hardy Boys. Nel 1977, ha interpretato il ruolo del barista Chris Kositchek nella soap opera Il tempo della nostra vita restando nel ruolo fino al 1987. Nel 1981 Taylor è stato protagonista della serie tv poliziesca Riker. È stato anche in altre serie televisive e film come Close to Home, La famiglia Hogan, The Secret Life of Kathy McCormick, Un detective in corsia, Walker Texas Ranger, La signora in giallo, Matlock, L.A. Law - Avvocati a Los Angeles e North Dallas Forty. Ha inoltre interpretato Jack McKay, il padre di Dylan (Luke Perry), in Beverly Hills 90210 tra il 1991 e il 1993, con apparizioni occasionali nelle stagioni successive. Nel 1997 è tornato in Il tempo della nostra vita, questa volta interpretando il personaggio di Roman Brady, ruolo che ricopre tuttora.